# NGC 6780
NGC 6780 (również PGC 63151) – galaktyka spiralna z poprzeczką (SBc), znajdująca się w gwiazdozbiorze Lunety. Odkrył ją John Herschel 9 czerwca 1836 roku.